# クゥイリーヌス
クゥイリーヌス（ラテン語: Quirinus）は、ローマ神話の神である。音写方式によりクゥイリヌス、クイリヌス、クィリヌスとも表記される。妻は女神ホーラ。クゥイリーヌスはサビーニー人由来の神とされるが詳細は不明であり、のちに古代ローマの建国者ロームルスが神格化された姿とされ、これが一般的になった。カピトーリウム3主神（ユーピテル、ユーノー、ミネルウァ）に先立って信仰の中心となっていた3主神（ユーピテル、マールス、クゥイリーヌス）の1つ。例祭は2月17日のクゥイリーナーリア祭。

## 歴史
伝承によるとクゥイリーヌスはローマ人とサビーニー人が和解した際、ロームルスとともに共治の王となったサビーニーのティトゥス・タティウスによって招来されたという。クゥイリーヌスという名前の語源もサビーニー人の町でタティウスの母市クレースに由来するとローマ人は考えていた。
ローマ人はクゥイリーヌスをしばしば平和時におけるマールスと考えたが、クゥイリーヌスは市民を意味するクィリテスと語源を等しくし、市民が軍人（ミーリテース）でもある古代ローマの社会制度の特徴から、平和を司るクゥイリーヌスを平和時のマールスと同一視したと考えられる。
しかしながらこうした本来のクゥイリーヌスの性格は早い段階に失われてしまい、歴史時代にはすでにローマ人の間でもその本来の性格は忘れられていた。これはおそらくユーピテルやマールスといった同じく古くからの似た性格を持つ神に吸収されていったのだと考えられている。
代わってクゥイリーヌスにはロームルスの神格化した姿という属性が与えられた。伝承では市民の前から突然姿を消したロームルスは後日ユリウス・プロクルスの前に姿を現し、自らがクゥイリーヌスとして神になったと伝えたという。このようにロームルスがクゥイリーヌスと同一視されるようになるとロームルスの妻であったヘルシリアもクゥイリーヌスの妻ホーラとして同一視されるようになった。またローマの七丘の一つクゥイリーナーリスの名祖とされた。この他、ギリシア人はクゥイリーヌスをエニューアリオス（軍神アレースの別名）とした。

## 信仰
クゥイリーヌスは歴史時代には本来の性格が失われてしまったが、古くはユーピテル、マールスとともにカピトーリウム丘で主神として祭祀された。これら3主神は国家的な神官を持ち（3大フラーメン）、クゥイリーヌスの神官であるフラーメン・クゥイリナーリスは、祭祀王、フラーメン・ディアーリス（ユーピテルのフラーメン）、フラーメン・マルティアーリス（マールスのフラーメン）についで第4位に位置した。
フラーメン・クゥイリナーリスが関与する3つの祭、麦の病気の神ロービーグスの祭（4月25日）、穀物神コーンススの祭（8月21日）、伝説的な遊女アッカ・ラーレンティアの祭（12月23日）はいずれも豊饒あるいは地下と関係があり、2月17日の例祭は穀物を焙じるフォルナーカーリア祭と重なっている。また豊饒の女神オプスとの関係もうかがわれる。
これらの特徴からジョルジュ・デュメジルは前カピトーリウムの3主神はローマ人とサビーニー人の合一によって偶然に生まれたのではなく、それ以前に先行する形態（印欧語族に共通の3機能イデオロギー）として保存されていたものであり、クゥイリーヌスは豊饒や富を司る第3機能神と捉えている。